# Dendropsophus acreanus
Dendropsophus acreanus és una espècie de granota que viu a Bolívia, el Brasil i el Perú.